# (5003) Silvanominuto
(5003) Silvanominuto ist ein Asteroid des Hauptgürtels, der am 15. März 1988 vom italienischen Astronomen Walter Ferreri am La-Silla-Observatorium (IAU-Code 809) der Europäischen Südsternwarte in Chile entdeckt wurde.
Der Asteroid wurde am 9. Februar 2009 nach dem italienischen Amateurastronomen und Gründer des Osservatorio Astronomico di Suno Silvano Minuto (* 1940) benannt. Minuto setzte sich für mehrere Gesetze gegen die Lichtverschmutzung ein.